# Viktor Bryzhin
Viktor Arkadyevich Bryzhin (Voroshilovgrado, 22 de agosto de 1962) é um ex-atleta e velocista soviético.
Estreou em competições globais no primeiro Campeonato Mundial de Atletismo, realizado em Helsinque, Finlândia, em 1983, onde conquistou uma medalha de bronze no revezamento 4x100 m, depois de conseguir avançar apenas às quartas de finais nos 100 m individuais. Em 1986 foi campeão europeu também com o revezamento. No ano seguinte, no Mundial de Roma 1987, foi quinto nos 100 m e medalha de prata com o revezamento soviético.
Bryzhin tornou-se campeão olímpico em Seul 1988, com os compatriotas Vladimir Krylov, Vladimir Muravyov e Vitaly Savin, correndo mais uma vez o revezamento.
Sua esposa, Olga Bryzgina, é uma ex-atleta multicampeã olímpica e mundial, três vezes campeã olímpica também em provas de velocidade, em Seul 1988 pela União Soviética e em Barcelona 1992 pela Comunidade dos Estados Independentes. A filha do casal, Elyzaveta Bryzgina, também é uma velocista de sucesso internacional, campeã europeia no revezamento 4x100 m da Ucrânia, em 2010 e medalha olímpica de bronze na mesma prova em Londres 2012.